# Matías Sánchez (voleibolista)
Matías Sánchez (San Juan, 20 de septiembre de 1996) es un jugador argentino de voleibol que se desempeña en la posición de armador. Actualmente se desempeña en el club Ślepsk Suwałki de la Liga Polaca.

## Palmarés

### Clubes
Copa ACLAV:
- 2014, 2018[2]

Campeonato Argentino:
- 2015, 2019

Campeonato Sudamericano de Clubes:
- 2019

### Selección nacional
Campeonato Mundial Sub 21:
- 2015

Copa Panamericana:
- 2018[3]
- 2016, 2019

Copa Panamericana Sub-23:
- 2016[4]

Campeonato Mundial Sub-23:
- 2017[5]

Juegos Panamericanos:
- 2019

Campeonato Sudamericano:
- 2019

Juegos Olimpicos:
- 2020

## Premios individuales
- 2013: Mejor armador del Campeonato Mundial Juvenil Sub-19
- 2015: Mejor armador del Campeonato Mundial Juvenil Sub-21
- 2016: Mejor armador de la Copa Panamericana
- 2016: Mejor armador de la Copa Panamericana Sub-23
- 2017: Mejor armador del Campeonato Mundial Sub-23
- 2018: Mejor armador de la Copa Panamericana
- 2019: Mejor armador de los Juegos Panamericanos
- 2019: Mejor armador del Campeonato Sudamericano
- 2019: Olimpia de plata[6]